# Ancretiéville-Saint-Victor
Ancretiéville-Saint-Victor – miejscowość i gmina we Francji, w regionie Normandia, w departamencie Sekwana Nadmorska.
Według danych na rok 1990 gminę zamieszkiwały 262 osoby, a gęstość zaludnienia wynosiła 23 osoby/km² (wśród 1421 gmin Górnej Normandii Ancretiéville-Saint-Victor plasuje się na 645. miejscu pod względem liczby ludności, natomiast pod względem powierzchni na miejscu 275.).